# Ultimate Warrior Challenge México
Ultimate Warrior Challenge México är en mexikansk MMA-organisation som grundades 2009. Sedan starten har UWC México varit värd för evenemang i Tijuana, Baja California, där det har sitt officiella huvudkontor, även om mötesplatserna har varierat.

## Bakgrund
I slutet av 2008 tillkännagavs födelsen av en stor MMA-kampanj med målet att popularisera sporten i Mexiko, som vid den tiden hade begränsad täckning, eftersom de flesta mexikanska fans var fokuserade på PRIDE FC- och UFC-evenemang, de två framstående kampanjerna vid den tiden. UWC lanserade officiellt sitt första event i februari 2009, som hölls på Fausto Gutiérrez Moreno Auditorium i Tijuana, som innehöll tio slagsmål.
Tre månader senare, vid "UWC: Furia Cachanilla"-evenemanget, hölls en kamp för att kröna organisationens första mästare, en welterviktsmatch mellan Akbarh Arreola och Adam Lehman; På 49 sekunder kröntes Arreola till ny mästare. Samma år ägde också den första MMA-kampen för kvinnor på mexikansk mark rum, där Margarita De La Cruz Ramírez och Cristina Marks, som gjorde sin proffsdebut, möttes i en balanserad duell där Ramírez vann genom submission i första omgången.

## Nuvarande mästare
| Herrar     | Herrar             | Herrar                       | Herrar                           | Herrar              | Herrar       |
| Viktklass  | Maxvikt            | Mästare                      | Regerande mästare sedan          | Tid som mästare     | Titelförsvar |
| ---------- | ------------------ | ---------------------------- | -------------------------------- | ------------------- | ------------ |
| Tungvikt   | 264 lbs / 120,2 kg | Jesús Navarrete (MEX)        | 3 juli 2020 (UWC México 22)      | 4 år och 273 dagar  | 1            |
| Mellanvikt | 185 lbs / 84,1 kg  | Nayib López (MEX)            | 28 juli 2024 (UWC México 54)     | -3 år och 248 dagar | 0            |
| Weltervikt | 169 lbs / 77,1 kg  | Adrián Oviedo (ARG)          | 25 februari 2024 (UWC México 51) | 1 år och 36 dagar   | 0            |
| Lättvikt   | 156 lbs / 71,2 kg  | Adriano Nunes (BRA)          | 28 juli 2023 (UWC México 46)     | 1 år och 248 dagar  | 0            |
| Fjädervikt | 145 lbs / 66,1 kg  | Dorian Ramos (USA)           | 28 oktober 2022 (UWC México 39)  | 2 år och 156 dagar  | 3            |
| Bantamvikt | 134 lbs / 61,2 kg  | Adrián Luna Martinetti (ECU) | 25 februari 2024 (UWC México 51) | 1 år och 36 dagar   | 0            |
| Flugvikt   | 125 lbs / 57,1 kg  | Braián González (ARG)        | 24 februari 2023 (UWC México 41) | 2 år och 37 dagar   | 0            |
| Damer      |                    |                              |                                  |                     |              |
| Viktklass  | Maxvikt            | Mästare                      | Regerande mästare sedan          | Tid som mästare     | Titelförsvar |
| Stråvikt   | 114 lbs / 52,2 kg  | Vakant                       |                                  |                     |              |